# D4vd
d4vd（デイヴィッド、すべて小文字で表記）として知られるDavid Anthony Burke（デビット・アンソニー・バーク、2005年3月28日 - ）はアメリカの歌手兼ソングライターです。彼はゲーミングクリエイターやライフスタイルブランドの100 Thievesのコンテンツクリエーターでもあります。「Romantic Homicide」と「Here with Me」という曲で最もよく知られており、どちらの曲も国際的に有名になりました。